# Strážný vrch
Strážný vrch är en kulle i Tjeckien.   Den ligger i regionen Liberec, i den norra delen av landet, 80 km norr om huvudstaden Prag. Toppen på Strážný vrch är 491 meter över havet, eller 97 meter över den omgivande terrängen. Bredden vid basen är 2,4 km.
Terrängen runt Strážný vrch är platt åt sydost, men åt nordväst är den kuperad.Runt Strážný vrch är det ganska tätbefolkat, med 75 invånare per kvadratkilometer. Närmaste större samhälle är Česká Lípa, 9,5 km sydväst om Strážný vrch. I omgivningarna runt Strážný vrch växer i huvudsak blandskog.